# 백승화 감독전
《백승화 감독전》(식물생활, 화목한 수레)는 대한민국의 단편 영화이다.

## 캐스팅

### 식물생활
- 윤혜리
- 권은수
- 장햇살
- 한영애
- 김학선
- 김정영
- 강진아
- 정대훈
- 백수장 (특별출연)
- 이지원 (특별출연)

### 화목한 수레
- 이우향
- 정진문